# توني شيبرد
توني شيبرد (بالإنجليزية: Tony Shepherd)‏ (16 نوفمبر 1966 بغلاسكو في المملكة المتحدة - ) هو لاعب كرة قدم بريطاني في مركز الوسط. لعب مع بورتاداون وغلينافون ونادي بارتيك ثيسل ونادي بريستول سيتي ونادي سلتيك ونادي كارلايل يونايتد ونادي كليفتونفيل ونادي ماذرويل ونادي سترنرير ‏ ونادي ألبيون روفرز ونادي آير يونايتد.

## وصلات خارجية
- توني شيبرد على موقع قاعدة بيانات كرة القدم.إي يو (الإنجليزية)